# 구라카와 요헤이
구라카와 요헤이(일본어: 藏川 洋平, 1977년 8월 10일 ~ )는 일본의 전 축구 선수이다.

## 구단 경력
요코하마 F. 마리노스, 가시와 레이솔, 로아소 구마모토에서 활동하였다.